# Feliks Zieliński
Feliks Zieliński herbu Grzymała – sędzia ziemski płocki w 1545 roku.